# 阿希尔·范阿克
阿希尔·范阿克（荷蘭語：Achille Van Acker；1898年4月8日—1975年7月10日），是比利时的政治家，比利时社会党人，曾三次出任比利时首相，在二战后的比利时社会福利建设方面发挥了积极的重要作用，后来被赞誉为“比利时社会保障之父”。